# 科沙拉
47°7′38″N 33°23′57″E / 47.12722°N 33.39917°E
科沙拉（烏克蘭語：Кошара）是位於烏克蘭南部的村莊，由赫爾松州貝里斯拉夫區的新賴斯克市鎮負責管轄。該村面積0.33平方公里，海拔高度70米，2001年人口143，人口密度每平方公里432人。